# Kindererziehungszeit
Die Kindererziehungszeit ist eine rentenrechtliche Zeit in der gesetzlichen Rentenversicherung Deutschlands, die als Pflichtbeitragszeit rentenbegründend und rentensteigernd wirken kann. Nach der Definition in § 56 Sechstes Buch Sozialgesetzbuch (SGB VI) sind Kindererziehungszeiten Zeiten der Erziehung eines Kindes in dessen ersten drei Lebensjahren. Für Kinder, die vor dem 1. Januar 1992 geboren sind, betrug die Kindererziehungszeit bis Juni 2014 nur ein Jahr (§ 249 SGB VI), seit dem 1. Juli 2014 beträgt sie für diese Kinder zwei Jahre. Der sich aus der Kindererziehungszeit ergebende Rentenanspruch wurde im Bundestagswahlkampf 2013 teilweise auch als „Mütterrente“ bezeichnet. Zum 1. Januar 2019 wurde die Kindererziehungszeit für diese Kinder dann von 24 auf 30 Monate angehoben (sog. „Mütterrente II“). In beiden Fällen handelt es sich jedoch nicht um eine eigenständige Rentenart. Auch erziehende Väter können berechtigt sein.

## Entwicklungsgeschichte
In der Reformzeit um 1900 wurden die ersten Stimmen in Deutschland laut, die eine Mutterschaftsversicherung – wie es damals hieß – forderten. Führend war dabei die Bewegung der Neuen Ethik um die Aktivistin Helene Stöcker und den von ihr und Ruth Bré initiierten Mutterschutzbund. Stöcker sah es als Problem an, dass Frauen fast immer ökonomisch von den Männern abhängig waren und daher keine Freiheit für eigene Lebensentscheidungen hatten. Die Kosten sollten durch „Beiträge beider Geschlechter sowie durch Zuschüsse aus öffentlichen Mitteln aufzubringen“ sein.
Die Anrechnung einer Kindererziehungszeit wurde in Deutschland 1986 unter dem Schlagwort „Babyjahr“ durch das Hinterbliebenenrenten- und Erziehungszeiten-Gesetz eingeführt. Müttern und Vätern ab dem Geburtsjahrgang 1921 wurde für die Erziehung eines Kindes ein Versicherungsjahr anerkannt. Die Kindererziehungszeiten wurden erstmals bei Versicherungsfällen berücksichtigt, die nach dem 30. Dezember 1985 eintraten.
Für Mütter der Geburtsjahrgänge vor 1921 („Trümmerfrauen“) wurde durch das Kindererziehungsleistungs-Gesetz ab Oktober 1987 stufenweise eine besondere Leistung für Kindererziehung in Form eines Rentenzuschlags eingeführt, der in der Höhe der Kindererziehungszeit entspricht.
Mit Inkrafttreten des Rentenreformgesetzes 1992 (Einführung des Sechsten Buches Sozialgesetzbuch) wurden die Kindererziehungszeiten in der gesetzlichen Rentenversicherung für ab 1992 geborene Kinder von einem auf drei Jahre verlängert. Die Kindererziehungszeit für vor 1992 geborene Kinder wurde durch RV-Leistungsverbesserungsgesetz ab Juli 2014 von einem auf zwei Jahre verlängert. Zur Verwaltungsvereinfachung wurde für die rund 9 Millionen Bestandsrenten mit Kindererziehungszeiten vor 1992 eine pauschalierende Sonderregelung geschaffen (näheres unter Zuordnung der Kindererziehungszeit). Ab 1. Januar 2019 wurde die Kindererziehungszeit für vor 1992 geborene Kinder erneut – von zwei auf 2,5 Jahre – erhöht.
Seit Juni 1999 werden vom Bund Beiträge für Kindererziehungszeiten an die allgemeine Rentenversicherung gezahlt (§ 177 SGB VI).

## Zuordnung der Kindererziehungszeit
Die Kindererziehungszeit wird dem Elternteil zugeordnet, der das Kind erzogen hat (§ 56 Abs. 2 SGB VI).
Erziehen die Eltern ihr Kind gemeinsam, können sie wählen, welchem Elternteil die Kindererziehungszeit zugeordnet werden soll, indem sie gegenüber dem zuständigen Rentenversicherungsträger ihre Zuordnungsentscheidung übereinstimmend erklären. Sie können die Erziehungszeit auch untereinander aufteilen und die Aufteilung auch mehrfach wechseln, jedoch stets nur für volle Kalendermonate.
Die übereinstimmende Erklärung der Eltern kann grundsätzlich nur mit Wirkung für künftige Kalendermonate abgegeben werden. Die Zuordnung kann jedoch auch rückwirkend für bis zu zwei Kalendermonate vor Abgabe der Erklärung erfolgen.
Wird eine übereinstimmende Erklärung nicht, nicht übereinstimmend oder sonst nicht rechtswirksam, insbesondere nicht rechtzeitig abgegeben, ordnet der Rentenversicherungsträger die Kindererziehungszeit dem Elternteil zu, der das Kind überwiegend erzogen hat. Kann nicht festgestellt werden, wer das Kind überwiegend erzogen hat, wird die Kindererziehungszeit der Mutter zugeordnet.
Eine Sonderregelung sieht der § 307d SGB VI vor, welcher im Rahmen des RV-Leistungsverbesserungsgesetzes eingeführt wurde. Demnach kann für ein vor 1992 geborenes Kind pauschal ein persönlicher Entgeltpunkt unabhängig von der tatsächlichen Erziehung für das zweite Lebensjahr zugeordnet werden. Dies gilt, wenn eine Person am 30. Juni 2014 bereits eine Rente bezog (bezogen hatte) und der 12. Monat der Kindererziehungszeit des vor 1992 geborenen Kindes in ihrem Rentenkonto steht. Insoweit wird mit dem Prinzip und richterlichen Grundsatz gebrochen, wonach die Kindererziehungszeit stets der Person zuzuordnen ist, die das Kind in der fraglichen Zeit tatsächlich überwiegend erzog. In den Fällen des § 307d SGB VI verliert eine dadurch nicht begünstigte Person, die das Kind im zweiten Lebensjahr tatsächlich (zeitweise) erzog, gemäß § 249 Abs. 8 SGB VI den Anspruch auf zusätzliche Kindererziehungszeiten (für den 13. bis 24. Kalendermonat nach Geburt).
Eine ähnliche Regelung kommt auch bei der zum 1. Januar 2019 eingeführten weiteren Kindererziehungszeit für den 25. bis 30. Lebensmonat vor 1992 geborener Kinder zur Anwendung.

## Anerkennung von Kindererziehungszeiten
Die Feststellung von Zeiten als Kindererziehungszeiten müssen (zusammen mit den Kinderberücksichtigungszeiten) unter Vorlage des Stammbuches oder der Geburtsurkunden der Kinder bei dem zuständigen Rentenversicherungsträger beantragt werden.
Die Kindererziehungszeit beginnt stets nach Ablauf des Monats der Geburt. Bei Aufnahme eines Kindes nach dem Geburtsmonat ergeben sich entsprechend verringerte Kindererziehungszeiten für die das Kind aufnehmende Person. Die Kindererziehungszeit endet bei nach dem 31. Dezember 1991 geborenen Kindern nach 36 Kalendermonaten (§ 56).
Für vor dem 1. Januar 1992 geborenen Kindern wurden zunächst nur die ersten 12 Kalendermonate nach der Geburt berücksichtigt. Durch das am 1. Juli 2014 in Kraft getretene RV-Leistungsverbesserungsgesetz wurde die Kindererziehungszeit von 12 auf 24 Kalendermonate verlängert. Durch das am 1. Januar 2019 in Kraft getretene RV-Leistungsverbesserungs- und -Stabilisierungsgesetz ergab sich eine weitere Verlängerung auf 30 Kalendermonate. Von den beiden Verlängerungen profitieren auch Mütter oder Väter, die schon am 30. Juni 2014 bzw. am 31. Dezember 2018 im Rentenbezug standen. Ihre Rente wurde neu berechnet, indem zum 1. Juli 2014 ein Zuschlag von einem persönlichen Entgeltpunkt bzw. zum 1. Januar 2019 ein Zuschlag von einem halben persönlichen Entgeltpunkt berücksichtigt wurde (§ 307d SGB VI, neue Fassung). Voraussetzung dafür ist, dass bei der bestehenden Rente bereits für ein vor dem 1. Januar 1992 geborenes Kind eine Kindererziehungszeit für den zwölften Kalendermonat nach Ablauf des Monats der Geburt angerechnet wurde.
Wird während einer Kindererziehungszeit vom erziehenden Elternteil ein weiteres Kind erzogen, für das ihm eine weitere Kindererziehungszeit anzurechnen ist, wird die Kindererziehungszeit für dieses und jedes weitere Kind um die Anzahl an Kalendermonaten der gleichzeitigen Erziehung verlängert, d. h. beispielsweise bei ab 1992 geborenen Zwillingen um 3 auf 6 Jahre.
Kindererziehungszeiten können den leiblichen Eltern, Adoptiveltern, Stiefeltern und (nicht berufsmäßigen) Pflegeeltern angerechnet werden.
Eine Kindererziehungszeit wird angerechnet, wenn
- die Erziehung des Kindes dem Antragstellenden zuzuordnen ist,
- die Erziehung in der Bundesrepublik oder – aufgrund der Niederlassungsfreiheit – in einem EU-Mitgliedsstaat erfolgte und
- der Antragstellende nicht von der Anrechnung ausgeschlossen ist.

Kindererziehungszeiten werden zusätzlich zu zeitgleichen Beitragszeiten aus Erwerbstätigkeit nur bis zur Beitragsbemessungsgrenze auf die Rente angerechnet (2019 beträgt die Beitragsbemessungsgrenze in den alten Bundesländern 6.700 € und in den neuen Bundesländern 6.150 €).

## Beitragszahlung durch den Bund
Kindererziehungszeiten sind Pflichtbeitragszeiten. Die Beiträge für Kindererziehungszeiten werden seit Juni 1999 vom Bund in Form einer pauschalen Abgeltung für die Beitragszahlung für Kindererziehungszeiten an die allgemeine Rentenversicherung gezahlt (§ 177 SGB VI). Vor dem 1. Juni 1999 galten für Zeiten der Kindererziehung Pflichtbeiträge als gezahlt. Für die Aufwendungen der Rentenversicherung aus der Anrechnung von Kindererziehungszeiten war bis dahin im Bundeszuschuss eine pauschale Erstattung enthalten.
Die Höhe des jetzigen Pauschalbeitrags wird jährlich fortgeschrieben. Maßgeblich dafür ist die Entwicklung der Bruttolöhne- und Gehälter, des Beitragssatzes zur allgemeinen Rentenversicherung sowie der Anzahl der unter dreijährigen Kinder. Für das Jahr 2013 beträgt die Pauschale knapp 11,6 Milliarden Euro (von insgesamt 81,2 Milliarden Euro an Gesamtleistung des Bundes für die Rentenversicherung).
Der pauschale Beitrag des Bundes wird im Zusammenhang mit der ab dem 1. Juli 2014 geltenden Verlängerung der Kindererziehungszeiten für vor dem 1. Januar 1992 geborene Kinder von 12 auf 24 Monate (so genannte „Mütterrente“) nicht erhöht, obwohl die Bundesregierung für diese Maßnahme jährliche Mehrausgaben von ca. 6,7 Mrd. Euro prognostiziert. Unter anderem wegen der zusätzlichen Leistungen für Kindererziehung wird lediglich der allgemeine Bundeszuschuss in den Jahren 2019 bis 2022 jeweils um 400 Mio. Euro erhöht.

## Auswirkungen der Kindererziehungszeiten auf die Rente

### Rentenbegründende Wirkung
Kindererziehungszeiten gelten kraft gesetzlicher Fiktion als Beitragszeiten. Sie werden auf die Wartezeiten angerechnet, die als Voraussetzung für eine Rente zurückgelegt sein müssen (Mindestversicherungszeiten). Da für die Regelaltersrente eine Wartezeit von fünf Jahren zurückgelegt sein muss, kann eine Person, die lediglich fünf Kindererziehungsjahre zurückgelegt hat, bereits die Regelaltersrente erhalten, ohne selbst jemals Rentenbeiträge gezahlt zu haben.

### Rentensteigernde Wirkung
Kindererziehungszeiten werden wie Pflichtbeitragszeiten eines Durchschnittsverdieners bewertet (Durchschnittsentgelt). Dies entspricht für jeden Kalendermonat 0,0833 Entgeltpunkten (§ 70 Abs. 2 SGB VI). Auf 12 Monate hochgerechnet (= 0,9996 EP) bewirkt das, basierend auf dem seit 1. Juli 2022 geltenden aktuellen Rentenwert, für jedes Kindererziehungsjahr eine monatliche Rente in Höhe von gerundet 36,01 € in den alten und 35,51 € in den neuen Bundesländern. 

### Additive Anrechnung
Treffen Kindererziehungszeiten und andere Beitragszeiten zusammen, zum Beispiel mit Zeiten einer sozialversicherungspflichtigen Beschäftigung des erziehenden Elternteils während der Erziehungszeit, werden die daraus resultierenden Entgeltpunkte und die Entgeltpunkte für die Kindererziehungszeit zusammengerechnet (§ 70 Abs. 2 Satz 2 SGB VI). Berücksichtigt wird höchstens ein Gesamtwert, den ein Einkommen in Höhe der Beitragsbemessungsgrenze erhält.
Im Jahr 2011 lag die Beitragsbemessungsgrenze (West) bei 66.000 Euro und das Durchschnittseinkommen bei 32.100 Euro. Im Jahr 2011 konnten somit maximal 2,05 Entgeltpunkte erworben werden. Die Kindererziehungspunkte werden entsprechend gekürzt, so dass die Summe an Entgeltpunkten aus Erwerbstätigkeit und Kindererziehung insgesamt maximal 2,05 beträgt. Bei einem Einkommen über 33.705 Euro (im Westen) im Jahr 2011 wurden die Kindererziehungszeiten entsprechend begrenzt. Hätte eine Person 49.755 Euro Jahreseinkommen, hätte sie zusätzlich höchstens 0,5 Entgeltpunkte für Kindererziehungszeiten bekommen können. Bei einer Person, die auf oder über der Beitragsbemessungsgrenze verdient, wirken sich die Kindererziehungszeiten entsprechend nicht mehr rentensteigernd aus, da bereits aus dem Erwerbseinkommen der maximal mögliche Rentenanspruch erworben wird.
Die additive Anrechnung der Kindererziehungszeiten geht zurück auf einen Beschluss des Bundesverfassungsgerichts vom 12. März 1996, in dem die zuvor geltenden gesetzlichen Regelungen über die rentenrechtliche Bewertung von Kindererziehungszeiten beim Zusammentreffen mit Beitragszeiten wegen Verstoßes gegen das Gleichbehandlungsgebot für verfassungswidrig erklärt wurde.

### Kindererziehung und Hinterbliebenenrente
Mit der Rentenstrukturreform von 2001 wurde zum Ausgleich der Absenkung der „großen“ Witwenrente von 60 auf 55 Prozent der Rente des verstorbenen Partners ein dynamischer Zuschlag an Entgeltpunkten eingeführt, den Hinterbliebene erhalten, die Kinder erzogen haben; zudem haben seitdem Hinterbliebene, bei denen ein Rentensplitting durchgeführt wurde und die ein Kind erziehen, unter Umständen Anrecht auf Erziehungsrente. Ein Vergleich von Modellrechnungen zu den Auswirkungen dieser Rentenreform zeigte jedoch auf, dass die „kindbezogenen Leistungen“ sich am günstigsten für Hausfrauen auswirken, während sie sich für in Teilzeit arbeitende Frauen lediglich neutral auswirken und sie für vollzeitig arbeitende Frauen im Vergleich zum zuvor gültigen Recht eine nicht unerhebliche Minderung des Rentenbetrags bewirken.

### Behandlung beim Versorgungsausgleich
Kindererziehungszeiten werden grundsätzlich auch in den bei einer Ehescheidung vom Familiengericht durchgeführten Versorgungsausgleich einbezogen. Durch den Versorgungsausgleich werden die während der Ehezeit erworbenen Rentenansprüche beider Ehepartner addiert und jedem Ehepartner die Hälfte davon gutgeschrieben.
Wird einem Geschiedenen erst nach Durchführung des Versorgungsausgleichs eine Kindererziehungszeit angerechnet, die aus der Ehezeit resultiert, können die Voraussetzungen für eine Neuberechnung des Versorgungsausgleichs gegeben sein. Ein entsprechender Antrag kann gestellt werden, wenn mindestens einer von beiden Geschiedenen bereits eine Rente bezieht oder innerhalb der nächsten sechs Monate in Rente gehen wird. Die nachträgliche Anrechnung einer Kindererziehungszeit kann sich durch die Einführung der so genannten Mütterrente ab dem 1. Juli 2014 ergeben. Dabei erhält der erziehende Elternteil für vor dem 1. Januar 1992 geborene Kinder zusätzlich 12 Monate Kindererziehungszeit.

### Landesübergreifender Vergleich
- In der BRD gleichen Kindererziehungszeiten und Berücksichtigungszeiten kürzere Erziehungsphasen aus.
Längere Erwerbsausstiege oder Teilzeitbeschäftigung mindern die Rente jedoch deutlich. Die eigenständige Absicherung hängt davon ab, ob die Rückkehr in den Arbeitsmarkt gelingt.
- In Dänemark und Schweden ist durch das Basisrentensystem eine armutsfeste eigenständige Alterssicherung auch bei Kindererziehung gegeben.
 Die hohe Erwerbsbeteiligung auch von Frauen macht die Kompensation von Familienzeiten weitgehend unerheblich.
- In Italien werden Kindererziehungszeiten in der gesetzlichen Rentenversicherung angerechnet, jedoch nicht additiv zu Ansprüchen aus Erwerbsarbeit.
Die Erwerbsbeteiligung von Frauen ist dort deutlich geringer als bei Männern im Vergleich zu EU-Staaten in West- und Nordeuropa.
- Auch in den Niederlanden mindern Familienphasen die Renten. Familienzeiten bleiben unberücksichtigt, doch ermöglicht das Basisrentensystem bei langjährigem Erwerbsleben eine armutsfeste Alterssicherung.
- In Österreich werden Familienphasen in ähnlicher Weise wie in der BRD honoriert. Die Rentenleistungen erreichen höhere Werte als in der BRD, wobei auch hier auf eine hohe Erwerbsbeteiligung gesetzt wird und dauerhafte Erwerbsausstiege sich ungünstig auswirken.[25]

### Kritik
Im Rahmen des vom Otto-Wolff-Institut für Wirtschaftsordnung durchgeführten Projekts „Kindererziehung als konstitutives Element der gesetzlichen Rentenversicherung“ wurde Kritik an der ungleichen Anrechnung der Kindererziehung für die gesetzliche Rentenversicherung geübt. Anstelle der bestehenden Regelungen durch Kindererziehungszeiten und Kinderberücksichtigungszeiten sei es angemessener, allen Erziehenden einheitliche kinderbezogene Rentenansprüche zuzurechnen.
Der Bundesverband der Pflege- und Adoptivfamilien (PFAD) kritisierte, dass insbesondere Adoptiveltern durch die Bemessung nach dem Zeitpunkt der Geburt gegenüber leiblichen Eltern benachteiligt würden und dass zum 1. Juli 2014 Bestandsrentnern, die ein vor 1992 geborenes Kind im zweiten Lebensjahr in die Familie aufgenommen hatten, keine Kindererziehungszeiten gutgeschrieben wurden.